# 古临无心菜
古临无心菜（学名：[Odontostemma littledalei] 错误：{{Lang}}：文本有斜体标记（帮助））是石竹科齿缀草属的植物，为中国的特有植物。分布于中国大陆的西藏等地，生长于海拔5,000米至5,300米的地区，多生长于谷地，目前尚未由人工引种栽培。

## 形态特征
矮小草本；株高约4-5厘米；茎多分枝，小枝纤细，带紫色，无毛；叶片肉质，半圆柱状，较短；花小，腋生或假顶生；蒴果长圆状卵形，侧面扁；果梗较长，无毛；种子小，直径约0.5毫米；